# Chung-che
Chung-che (čínsky pchin-jinem Hónghé, znaky zjednodušené 红河), plným názvem Chanijský a iský autonomní kraj Chung-che (čínsky v českém přepisu Chung-che cha-ni-cu i-cu c’-č’-čou, pchin-jinem Hónghé Hānízú Yízú Zìzhìzhōu, znaky zjednodušené 红河哈尼族彝族自治州), je autonomní kraj v provincii Jün-nan v jihozápadní Číně. Má rozlohu 32 165 km² a roku 2020 v něm žilo téměř čtyři a půl milionu obyvatel.

## Geografie

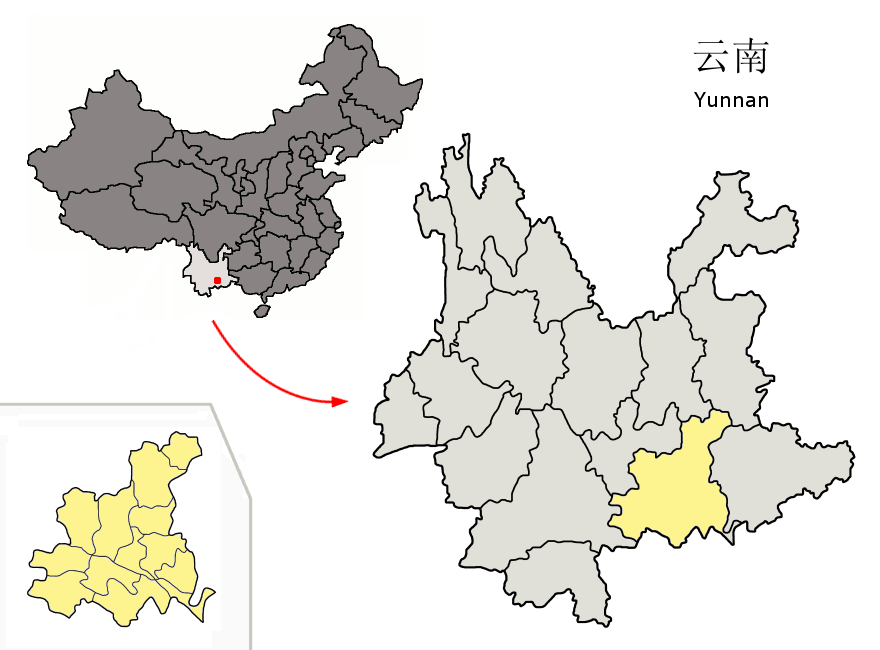
Chung-che (žlutě) v provincii Jün-nan

Chanijský a iský autonomní kraj Chung-che se nachází na v jihovýchodní části provincie Jün-nan v jihozápadní Číně. Na jihu hraničí s Vietnamem, na jihozápadě s městskou prefekturou Pchu-er, na severozápadě s městskou prefekturou Jü-si, na severu s městskou prefekturou Kchun-ming, na severovýchodě s městskou prefekturou Čchü-ťing a na východě s autonomním krajem Wen-šan.

## Demografie
Podle sčítání lidu roku 2020 žilo v kraji 4 478 422 obyvatel na rozloze 32 165 km². O deset let dříve bylo napočteno 4 500 896 obyvatel, roku 2000 4 130 463 obyvatel. Roku 2000 bylo 44,3 % obyvatel Chanů, z dalších národností zde žili především Iové (23,6 %), Chaniové (16,6 %) a Miaové (6,6 %); zbytek (8,9 % obyvatelstva) tvořili příslušníci jiných národností.

## Administrativní členění
Autonomní kraj Chung-che se člení na třináct celků okresní úrovně, a sice čtyři městské okresy, šest okresů a tři autonomní okresy.
| městský okres · Ke-ťiou městský okres · Kchaj-jüan městský okres · Meng-c’ městský okres · Mi-le okres · Ťien-šuej okres · Š’-pching okres · Lu-si okres · Jüan-jang okres · Chung-che okres · Lü-čchun autonomní okres · Che-kchou autonomní okres · Ťin-pching autonomní okres · Pching-pien |                        |                       |                    |                                  |
| Název | Název                  | Počet obyvatel (2020) | Rozloha km² (2020) | Hustota zalidnění (obyv. na km²) |
| český přepis | znaky                  | Počet obyvatel (2020) | Rozloha km² (2020) | Hustota zalidnění (obyv. na km²) |
| Městské okresy |                        |                       |                    |                                  |
| Ke-ťiou | 个旧市                 | 419 314               | 1 564              | 268                              |
| Kchaj-jüan | 开远市                 | 323 031               | 1 937              | 167                              |
| Meng-c’ | 蒙自市                 | 585 976               | 2 163              | 271                              |
| Mi-le | 弥勒市                 | 538 083               | 3 913              | 138                              |
| Okresy |                        |                       |                    |                                  |
| Ťien-šuej | 建水县                 | 534 205               | 3 777              | 141                              |
| Š’-pching | 石屏县                 | 271 951               | 3 047              | 89                               |
| Lu-si | 泸西县                 | 389 138               | 1 647              | 236                              |
| Jüan-jang | 元阳县                 | 359 155               | 2 210              | 163                              |
| Chung-che | 红河县                 | 284 607               | 2 034              | 140                              |
| Lü-čchun | 绿春县                 | 210 166               | 3 089              | 68                               |
| Autonomní okresy |                        |                       |                    |                                  |
| Che-kchou (jaoský) | 河口瑶族自治县         | 101 971               | 1 328              | 77                               |
| Ťin-pching (miaoský, jaoský a tajský) | 金平苗族瑶族傣族自治县 | 331 377               | 3 609              | 92                               |
| Pching-pien (miaoský) | 屏边苗族自治县         | 129 448               | 1 846              | 70                               |
| |                        |                       |                    |                                  |
| Celkem | Celkem                 | 4 478 422             | 32 165             | 139                              |